# Swing (jazz)
La música swing, también conocida como swing jazz o simplemente swing, es un estilo de jazz que se originó en Estados Unidos hacia finales del año 1920, convirtiéndose en uno de los géneros musicales más populares y exitosos del país durante los años 1930. El swing utiliza instrumentos habituales en el jazz, como una sección rítmica formada por piano, contrabajo y batería; metales como trompetas y trombones; instrumentos de viento-madera, como saxofones y clarinetes; y muy ocasionalmente, instrumentos de cuerda como violín o guitarra. El swing utiliza preferentemente tempos medios y rápidos, generaliza los riffs melódicos y libera el rol del batería de ciertas restricciones que había tenido hasta entonces. El conjunto característico del estilo fue la big band, adquiriendo además cada vez mayor importancia el papel del solista. Destacan en este estilo músicos como Glenn Miller, Fletcher Henderson, Benny Goodman, Duke Ellington o Count Basie.
La denominación de este estilo como swing se consolida hacia 1935, al producirse una identificación del mismo con uno de los elementos más característicos en la interpretación jazzística que, desde mediada la década de 1920, se conocía precisamente como swing.

## Características

### Elementos innovadores
El swing es un estilo de jazz eminentemente orquestal, influido por la música de origen europeo y que se caracterizó por aportar al jazz una serie de innovaciones conceptuales importantes:
- Incrementa el número de miembros de las bandas de hot, mediante la duplicación de instrumentos.
- Establece una fijación rítmica derivada de la pérdida del concepto de rítmica global, propio del hot, y, por tanto, de la polirritmia. En el swing, la batería es el único instrumento con una función totalmente rítmica, lo que le confiere una relevancia especial en cuanto motor de toda la banda.
- Valoriza los temas melódicos, tanto por la predominancia de pasajes straight, como por la irrupción de los arreglistas. Se sustituye el concepto polifónico horizontal por una armonización vertical.
- Establece una estructura invariable de las piezas, fijándose rígidamente el lugar y duración de las improvisaciones y regulándose mecánicamente la relación entre las partes.
- Utiliza, como recurso de tensión, el riff, frase corta repetida varias veces, con crescendo final. Por el contrario, elementos típicos del hot, como los breaks y stop times, se convierten en inusuales.
- Consolida la utilización de los registros altos de los instrumentos, con preferencia sobre los bajos e, incluso, los medios, lo que condiciona el resultado sonoro del conjunto, separándolo tímbricamente de la opacidad típica del hot.

### Elementos tradicionales
El swing conserva, sin embargo, aspectos importantes de la tradición hot, especialmente en la forma de abordar el instrumento y la manera de improvisar, así como el carácter continuo del ritmo.
En la temática, se revaloriza el blues y se adaptan melodías populares del music hall, produciéndose además una evidente mejoría técnica de los instrumentistas.

### Grupos reducidos
El Swing de los grupos reducidos, marginal durante la década 1935-45, desarrolla muy rápidamente aspectos evolutivos que definirán el nacimiento del bebop, y mantiene una menor rigidez estructural que el de las big bands. El Swing de estas, mucho más condicionado por los aspectos económicos y comerciales, acentúa la rigurosidad y frena sus posibilidades de desarrollo, excesivamente pendiente de las modas y sus patrones estéticos, hasta llegar al colapso artístico y comercial en los últimos años de la década de los 40.

## Raíces década de 1920
La evolución de las orquestas de baile y de la música de jazz durante la década de 1920 contribuyó al desarrollo del estilo swing de los años treinta. A partir de 1923, la Fletcher Henderson Orchestra presentó arreglos innovadores de Don Redman que incluían interacción entre las secciones de metales y cañas, e interludios arreglados para respaldar a los solistas. Los arreglos también tenían un sentido rítmico más suave que los arreglos influenciados por el ragtime que eran la música de baile "caliente" más típica de la época. En 1924 Louis Armstrong se unió a la banda de Henderson, dando impulso a un énfasis aún mayor en los solistas. La banda de Henderson también contó con Coleman Hawkins, Benny Carter y Buster Bailey como solistas, todos ellos influyentes en el desarrollo de los estilos instrumentales de la era del swing. Durante la prolongada residencia de la banda de Henderson en el Roseland Ballroom de Nueva York, se convirtió en influyente para otras big bands. Duke Ellington atribuyó a la banda de Henderson ser una influencia temprana cuando estaba desarrollando el sonido para su propia banda. En 1925 Armstrong dejó la banda de Henderson y añadiría sus innovaciones al jazz estilo Nueva Orleans para desarrollar el jazz estilo Chicago, otro paso hacia el swing.
El jazz tradicional al estilo de Nueva Orleans se basaba en un compás de dos tiempos y contrapuntística. La improvisación estaba dirigida por una trompeta o una corneta, seguidas normalmente por un clarinete y un trombón en un patrón de llamada y respuesta. La sección rítmica estaba formada por un sousafón y una batería, y a veces un banjo. A principios de la década de 1920, el banjo se sustituía a veces por guitarras y pianos, y el sousafón por un bajo de cuerda. El uso del contrabajo abría la posibilidad de tocar en 4/4 en lugar de 2/4 a tempos más rápidos, lo que aumentaba la libertad rítmica. El estilo Chicago liberaba al solista de las limitaciones de la improvisación contrapuntística con otros instrumentos de primera línea, lo que le daba mayor libertad para crear líneas melódicas. Louis Armstrong utilizó la libertad adicional del nuevo formato con el compás de 4/4, acentuando los tiempos segundo y cuarto y anticipándose a los tiempos principales con notas de entrada en sus solos para crear una sensación de pulso rítmico que se producía tanto entre los tiempos como sobre ellos, es decir, swing.
En 1927, Armstrong trabajó con el pianista Earl Hines, que tuvo un impacto en su instrumento similar al que Armstrong tuvo en la trompeta. La concepción melódica y trompetística de Hines se desviaba de las convenciones contemporáneas en el piano de jazz, centradas en la construcción de patrones rítmicos en torno a "notas pivote".  Su enfoque del ritmo y el fraseo también era libre y atrevido, y exploraba ideas que definirían el swing. Su enfoque rítmico utilizaba a menudo acentos en la entrada en lugar del tiempo principal, así como compases mixtos, para crear una sensación de anticipación al ritmo y hacer que su interpretación tuviera swing. También utilizaba "paradas" o silencios musicales para crear tensión en su fraseo. El estilo de Hines fue una influencia fundamental en los estilos de los pianistas de la era del swing Teddy Wilson, Art Tatum, Jess Stacy, Nat "King" Cole, Erroll Garner, Mary Lou Williams y Jay McShann.
Las bandas de baile negras territory del suroeste estaban desarrollando estilos dinámicos que a menudo iban en la dirección de la simplicidad basada en el blues, utilizando riffs en un patrón de call-response para construir un ritmo fuerte y bailable y proporcionar una plataforma musical para solos extendidos. Las melodías con mucho ritmo para bailar se llamaban "stomps".  El requisito de volumen llevó al uso continuado del sousaphone sobre el bajo de cuerda con los conjuntos más grandes, que dictaron un acercamiento más conservador al ritmo basado en firmas de tiempo 2/4. Mientras tanto, contrabajistas como Walter Page estaban desarrollando su técnica hasta el punto de que podían sostener la parte inferior de una orquesta de baile de tamaño completo.
El crecimiento de la radiodifusión y de la industria discográfica en la década de 1920 permitió a algunas de las orquestas de baile más populares ganar exposición nacional. 
El estilo más popular de orquesta de baile era el "dulce", a menudo con cuerdas. Paul Whiteman desarrolló un estilo que denominó "jazz sinfónico", injertando un enfoque clásico sobre su interpretación de los ritmos de jazz en un enfoque que esperaba que fuera el futuro del jazz. La Orquesta de Whiteman gozó de un gran éxito comercial y ejerció una gran influencia en las bandas dulces. La Victor Recording Orchestra de Jean Goldkette contaba con muchos de los mejores músicos blancos de jazz de la época, como Bix Beiderbecke, Jimmy Dorsey, Frank Trumbauer, Pee Wee Russell, Eddie Lang y Joe Venuti. La Victor Recording Orchestra se ganó el respeto de la Fletcher Henderson Orchestra en una Batalla de Bandas; el cornetista de Henderson Rex Stewart acreditó a la banda de Goldkette como la banda blanca más influyente en el desarrollo de la música swing antes de la de Benny Goodman. Como promotor y agente de música de baile, Goldkette también ayudó a organizar y promocionar a McKinney's Cotton Pickers y Glen Gray's Orange Blossoms (más tarde la Casa Loma Orchestra), otras dos bandas del área de Detroit que fueron influyentes en la primera época del swing.
El Swing aparece, como estilo, en el momento en que se plantea la crisis económica de 1929. El Mainstream (estilo Nueva York), cuya subsistencia es cada vez más costosa, se comercializa, recibiendo influencias muy fuertes de tradición europea y del music hall.
La crítica blanca comienza a valorar los aspectos más asimilables del jazz, buscando producir una imagen conforme a la normalidad musical occidental. Lo que estaba en juego en este proceso de dominación económica del jazz por los intereses comerciales blancos (además, y quizás por ello, de los beneficios que producía), era la garantía de perpetuación de los mismos mediante toda clase de presiones sobre el desarrollo de la música: lanzamiento de modas, de músicos con carisma, de estilos, de bailes, etc. Se trata, en definitiva,  de una cada vez más profunda colonización, pareja a la popularización del jazz (que comienza a trascender fronteras) y que llevó a su aceptación por la burguesía blanca estadounidense, en sus versiones más comerciales, vendidas por la prensa incluso con la concesión de títulos tan ficticios como el de Rey del jazz, otorgado a Benny Goodman.(Ortiz Orderigo,1952)

### Primeras bandas
Las primeras bandas que se reconocen como Swing, a comienzos de la década de los 30, provienen de Nueva York y aún apenas han entrado en el proceso citado: Fletcher Henderson, el pianista cuya orquesta fue pionera en el abandono del lenguaje hot y escuela de grandes instrumentistas; la banda del batería Chick Webb, en la que estuvieron, entre otros, los saxofonistas Johnny Hodges y Benny Carter, o la cantante Ella Fitzgerald; y, sobre todo, la orquesta de Duke Ellington, asidua al Cotton Club y especialista en blues, que marcó el punto de referencia para casi todas las bandas negras de las décadas siguientes.

## Evolución

### El swing de Nueva York
El Swing tiene, también, su Escuela N.Y.. En realidad, se trata de una evolución de las concepciones hot, en las que se introducen los aspectos antes citados como definitorios del nuevo jazz. En esta línea se encuadran las bandas que se citan en el párrafo anterior, además de nombres hoy poco recordados, pero imprescindibles cuando se habla del Swing pionero, como los Cotton Pickers de William McKinney, taller permanente de innovaciones rítmicas, melódicas y armónicas, y trampolín de músicos que serían famosos (Coleman Hawkins, Rex Stewart, etc.). McKinney estableció las normas básicas de arreglos para las dos secciones melódicas de la big band: la de saxos y la de metales (trompetas y trombones).
Además, también deben recordarse las bandas del pianista Sam Wooding, y la del saxofonista Jimmie Lunceford, especialmente entre 1934 y 1939.

### Las big bands blancas
El proceso de comercialización comienza a dominar la escena de la Costa Este, a final de la década de 1930. Las orquestas, compuestas ya por un número de instrumentistas que raramente bajaba de 15, se caracterizan por dos puntos de referencia: el arreglista y el solista líder.
El primero llega a ser un auténtico profesional que trabaja para diferentes bandas y que mantiene un ojo puesto en las taquillas de sus obras en Broadway. Se llega, en consecuencia, a una estandarización en la que todas las orquestas suenan parecido, y los líderes buscan buenos lectores de partituras, por encima de buenos improvisadores.
Algunas de las bandas de esta escuela han sido reconocidas unánimemente, como la de Benny Goodman entre 1938 y 1941, o la del saxofonista Woody Herman entre 1945 y 1949, quien supo adaptar las innovaciones pre-bop que se habían producido en los pequeños combos, abriendo el camino del West Coast jazz o Cool. Además, esta última banda fue la lanzadera de un número increíble de grandes solistas: Stan Getz, Zoot Sims, Al Cohn, Jimmy Giuffre...
Otras bandas destacan como orquestas de referencia en la época, como es el caso de las orquestas de Artie Shaw, Stan Kenton o la Casa Loma Band de Glenn Gray. Finalmente, hubo bandas que consiguieron una gran popularidad, aunque aportaron poco al desarrollo del jazz: Tommy Dorsey, Bob Crosby, Paul Weston, Buddy Morrow y, como culmen del Swing comercial, Glenn Miller.

### La escuela de Kansas
Fuera de Nueva York, el hot mainstream había sufrido procesos de cambio algo diferentes. La llamada escuela de Kansas, había mantenido un aliento puramente hot y elaboraba su temática bajo una directa influencia del boogie-woogie y de los blues al estilo de Texas.
Esta peculiar forma de ver el Swing dio a luz, entre 1930 y 1940, a una serie de Big Bands de alto interés, comenzando por las de Bennie Moten y Jesse Stone, y culminando con la de Count Basie, legendaria por su potente y lineal swing, y por la entonación abierta, sonora y empastada de sus instrumentos de viento. Por ella pasaron algunos de los mejores instrumentistas de la década y, además, dio apoyo a un buen número de cantantes (Sarah Vaughan, Jon Hendricks, Jimmy Rushing, etc.).
Su influencia sobre el área de Nueva York dio lugar a bandas interesantes, como las de Lionel Hampton o la de Jay McShann, donde comenzó su andadura Charlie Parker.

### El swing de los pequeños combos
Paralelamente al desarrollo del Swing por las Big Bands, se produce una persistente actividad de pequeños combos, principalmente tríos o cuartetos liderados por pianistas, que mantienen una postura musicalmente heterodoxa, a pesar de que asuman los postulados esenciales del Swing. Esta escuela de swingers rebeldes va preparando de forma paulatina la evolución del jazz hacia formas susceptibles de superar el colapso de las orquestas a finales de los años '40.
Estos swingers se caracterizan por un fraseo cálido y un concepto de improvisación complejo, apoyado en un pulso rítmico muy lineal. Entre ellos podemos incluir a pianistas como Erroll Garner o Teddy Wilson, en los primeros años, y figuras de proyección intemporal, como los también pianistas Art Tatum, Oscar Peterson o Nat King Cole. Junto a ellos, cantantes como Billie Holiday, saxofonistas como Lester Young o Ben Webster, guitarristas como Herb Ellis o Charlie Christian, trompetas como Roy Eldridge o Clark Terry, etc.
Entre ellos había más diferencias que semejanzas, pero todos tenían como denominador común, la búsqueda de soluciones al estancamiento del jazz en la década 1935-1945, que trascendían el marco comercial en que se movían, y ello a pesar de que sus principales momentos se consolidaron en una serie de jam sessions organizadas por emisoras comerciales de radio, o en las aparatosas JATP (Jazz at the Philharmonic) del productor Norman Granz, que fijaron los moldes en que habrían de moverse las jams organizadas de las siguientes tres décadas.

## El swing europeo
Por primera vez en la historia, el jazz trasciende fronteras y se produce una fuerte expansión hacia sociedades exteriores. Así, la crisis de 1929 expulsa a un buen número de jazzmen hacia la meca europea, receptiva y vigorosa, y comienzan a crearse formas de Swing autóctonas.
La escuela principal en Europa, como era de esperar, se desarrolla en París, con un dominio casi abusivo del Hot Club de Francia. Se trata de un swing elaborado con un lenguaje absolutamente hot, cuyo principal representante es el grupo-estrella del Hot Club: El cuarteto del guitarrista gitano francés (aunque nacido en Bélgica), Django Reinhardt, creador de un estilo personal e inconfundible que aún hoy en día tiene influencia en buen número de instrumentistas modernos, y de su violinista, Stéphane Grappelli. La escuela creada por Reinhardt se denominó jazz manouche.